# Ingeborg Fülepp
Pour les articles homonymes, voir Fülepp.
Ingeborg Fülepp, née en 1952 à Zagreb (République socialiste de Croatie), est une artiste croate, également professeure d'université, curatrice et monteuse de films.

## Biographie
Ingeborg Fülepp étudie le montage et l'analyse de films à l'Académie de théâtre, de cinéma et de télévision de l'Université de Zagreb et plus tard l'éducation, la vidéo et les médias interactifs, entre autres par Carol Chomsky et Howard Gardner à l'Université Harvard à Cambridge (États-Unis) et avec Richard Leacock et Glorianna Davenport au Massachusetts Institute of Technology - MIT Media Lab à Boston (USA).
Elle participe en tant que monteuse à de nombreux films et séries télévisées yougoslaves ainsi qu'à des coproductions internationales. Elle commence sa carrière de professeur universitaire en 1978, d'abord à Zagreb, puis à Londres, Boston, Salzbourg, aux Pays-Bas, également en Allemagne à la Deutsche Film- und Fernsehakademie Berlin (DFFB, Académie allemande du film et de la télévision de Berlin), la "Konrad Wolf Université du cinéma et de la télévision Potsdam-Babelsberg" et HTW Hochschule für Technik und Wirtschaft Berlin (Université des sciences appliquées) à Berlin. Depuis 2013, elle est nommée professeur d'art médiatique et de montage film/vidéo à l'Académie des arts appliqués de l'Université de Rijeka, en Croatie.
Depuis 1990, elle travaille sous le nom de "mediainmotion" et "dafü®" avec son mari et partenaire Heiko Daxl dans les domaines du film, de l'art vidéo, de la musique visuelle, du CD-ROM, du DVD, de l'art numérique, du graphisme, de la photo, de l'installation et médias mixtes. Même pendant la guerre en Croatie, à partir de 1993, ils fondent à Zagreb des rencontres croates et une série d'expositions, appelées Media-Scape, avec des artistes internationaux et des théoriciens des arts médiatiques, y compris au Musée d'art contemporain de Zagreb jusqu'à l'année 1999 et à partir de l'année 2005 avec Jerica Ziherl à la Galerija Rigo et au Musée Lapidarium à Novigrad (Cittánova) en Istrie, Croatie. De 2006 à 2009, ce programme, en collaboration avec Noam Braslavsky, est prolongée sous le nom de « Strictly Berlin » à la galerie der Künste (GdK) à Berlin. En 2010 et 2014, Media-Scape a de nouveau lieu à Zagreb, et en 2014 à Rijeka, en Croatie.
Depuis 2013, elle est professeur des nouveaux médias à l'Académie des arts appliqués, Université de Rijeka. En 2019, elle fonde et dirige le Center for Innovetive Media, Academy of Applied Arts University of Rijeka.
Fülepp vit et travaille à Rijeka, Berlin et Zagreb.

## Bourses d'études
- Goethe-Institut, Schwäbisch Hall (D), 1982
- Fonds Joyce et Zlatko Baloković / Académie yougoslave des sciences et des arts, Zagreb (YU), 1985/1986
- Bourse Edmund J. Curley, Université Harvard (États-Unis,) 1986/1987
- Bourse William Schuman, Université Harvard (États-Unis), 1988
- Goethe-Institut, Berlin (D), 1992
- Ministarstvo Kulture (Ministère de la Culture), Zagreb (HR), 1993-1999 ; 2010, 2012, 2014
- Grad Zagreb (Ville de Zagreb) (HR), Zagreb (HR), 1993-1999 ; 2010, 2012, 2014
- Ministerium für Kultur, Hanovre (D), 1993-1996
- Bourse de travail à l'académie d'été, Akademie der Künste Berlin (D),1997
- Office des Affaires étrangères (Auswärtiges Amt), Bonn (D), 1997/1998
- Bourse de travail "Homme Promjene", Ville de Zagreb (HR), 1999
- Institut für Auslandsbeziehungen (IFA), Stuttgart (D), 2001

## Récompenses
- « Life Achievement Award for 2019 » par la Fondation de l'Université de Rijeka
- "Prevost Award", festival national du film yougoslave à Pula pour le film "Mad House" (meilleure coupe), 1979
- "Prix du public", Lausanne pour le film "Consécration d'un lieu" (montage image et son), 1987
- "Grand Prix", Paris et "Prix du Festival UNESCO" pour le film "Consécration d'un lieu" (montage image et son), 1990
- "Grand Silver Arena", festival national du film yougoslave à Pula pour le film "Remembrance of a Summer" (montage image et son), 1990

## Filmographie

### Au cinéma (comme monteuse)
- 1980 : Tisina (court-métrage documentaire)
- 1980 : Luda kuca
- 1981 : Snadji se, druze
- 1982 : Zlocin u skoli
- 1990 : Ljeto za sjecanje
- 1996 : Sedma kronika
- 1997 : Müde Weggefährten